# 100 км (Кировская область)
100 км, вариант названия: лесоучасток 100 км. — населённый пункт (тип: железнодорожная будка) в Омутнинском районе Кировской области. Входит в Леснополянское сельское поселение (Кировская область).

## География
Находится к западу от железной дороги на границе посёлка Лесные Поляны. Окружён лесами.

## История
Посёлок появился при строительстве железной ветки Яр — Лесная. В селении жили семьи тех, кто обслуживал железнодорожную инфраструктуру.
Населённый пункт известен с 1950 года.

## Население
| 2010 |
| ---- |
| 6    |

Национальный состав
Согласно результатам переписи 2002 года, в национальной структуре населения
русские составляли 90 % из 10 чел.
Историческая численность населения: в 1950 году было отмечено 200 жителей, в 1989 — 12 жителей.

## Инфраструктура
Путевое хозяйство.

## Транспорт
Автомобильный и железнодорожный транспорт. Вблизи проходит автодорога Омутнинск — Кирс.